# George Henry Ellis
Pour les articles homonymes, voir Henry Ellis et Ellis.
Georges Henry Ellis, né le 26 octobre 1875, mort le 3 juillet 1898 , était un marin de l'US Navy durant la guerre hispano-américaine.

## Biographie
Ellis est né à Peoria, dans l'Illinois et s'est enrôlé dans la Marine en 1892. Le chef Yeoman Ellis a été tué le 3 juillet 1898 en servant sur le USS Brooklyn pendant la bataille de Santiago de Cuba. Il est le seul matelot américain qui meurt dans la bataille.

## Homonyme
Le USS Ellis (DD-154) a été nommé en son honneur.